# Sporobolus confinis
Sporobolus confinis là một loài thực vật có hoa trong họ Hòa thảo. Loài này được (Steud.) Chiov. miêu tả khoa học đầu tiên năm 1908.